# Natanael Macedo
Natanael dos Santos Macedo (Americana, 16 dicembre 1969) è un ex calciatore brasiliano, di ruolo attaccante.

## Caratteristiche tecniche
Giocava come attaccante.

## Carriera

### Club
Cresciuto nel Rio Branco, squadra della sua città natale, passò al San Paolo di Telê Santana nel 1990, partecipando al vittorioso ciclo che vide il Tricolor Paulista aggiudicarsi per due volte Campionato Paulista, Coppa Libertadores e Coppa Intercontinentale nel giro di tre anni. Macedo segnò dieci reti nelle quarantuno partite giocate nel campionato nazionale, guadagnandosi il passaggio al Cadice, in Spagna, dove rimase per la stagione 1993-1994. Tornò in Brasile al termine del campionato, unendosi al Santos, dove segnò dieci reti. Dopo vari periodi in altre squadre trovò un posto stabile nella Ponte Preta, che però lasciò a causa di incomprensioni con il tecnico Estevam Soares.

## Palmarès

### Club

#### Competizioni statali
- Campionato paulista: 2

San Paolo: 1991, 1992
- Torneo Rio-San Paolo: 1

Santos: 1997
- Campionato Gaúcho: 1

Grêmio: 1999

#### Competizioni internazionali
- Coppa Libertadores: 2

San Paolo: 1992, 1993
- Recopa Sudamericana: 1

San Paolo: 1993
- Coppa Intercontinentale: 2

San Paolo: 1992, 1993